# Daucus aleppicus
Daucus aleppicus, vrsta zeljaste biljke iz roda mrkve (Daucus), porodica štitarki. Alepska mrkva ime je dobila po sirijskom gradu Alepu. Raste na sjeverozapadu Sirije, i možda susjednom Libanonu.